# Cerco de Bagé
O Cerco de Bagé foi um evento bélico ocorrido na cidade de Bagé, no Rio Grande do Sul, durante a Revolução Federalista, de 24 de novembro de 1893 a 8 de janeiro de 1894. Os republicanos, comandados pelo coronel Carlos Maria da Silva Telles, resistiram ao cerco das forças federalistas durante 47 dias, em um dos mais notáveis episódios da história militar brasileira.

## Histórico
|                                                      |  |  |
| Gaspar da Silveira Martins e o General Joca Tavares. |  |  |

A Revolução Federalista teve início no Rio Grande do Sul, motivada por insatisfações com o governo de Julio de Castilhos, envolvendo, também, opositores de Deodoro da Fonseca - que fechara o Congresso Nacional em novembro de 1891 - e seu sucessor, Floriano Peixoto, em Santa Catarina, Paraná e no Rio de Janeiro. 
Os rebeldes federalistas - assim intitulados por sua vinculação com o Partido Federalista e conhecidos, também, como maragatos - formavam um grupo heterogêneo, liderado por Gaspar Silveira Martins e João da Silva Tavares (conhecido como Joca Tavares). Mal armados, recorreram à guerra de movimento, enfrentando os republicanos - conhecidos como pica-paus - que reuniam efetivos do exército e da Brigada Militar. Com cerca de 10 mil mortos, a Revolução Federalista foi um dos mais sangrentos conflitos civis já ocorridos no país, tornando-se famosa por ter popularizado a degola.

## O cerco
Em novembro de 1893, liderados por Joca Tavares, cerca de 3 mil federalistas atacaram Bagé, cercando um efetivo do Exército e provocando o abandono da cidade por uma população estimada em 20 mil pessoas. Os federalistas ocuparam as chácaras do subúrbio da cidade. O Teatro 28 de Setembro, a Beneficência Italiana, o Mercado Público e até os quartéis ficaram sob controle dos maragatos. A exceção foi a praça da Matriz, onde o coronel Carlos Telles defendeu a posição da República à frente de um exército faminto.
Sob o comando do coronel Carlos Telles, os republicanos montaram trincheira na Praça da Matriz, resistindo ao cerco por 47 dias. A notícia de que dois efetivos do Exército se aproximavam de Bagé para socorrer os republicanos fez com que os federalistas se retirassem.

### Principal teatro bélico do cerco

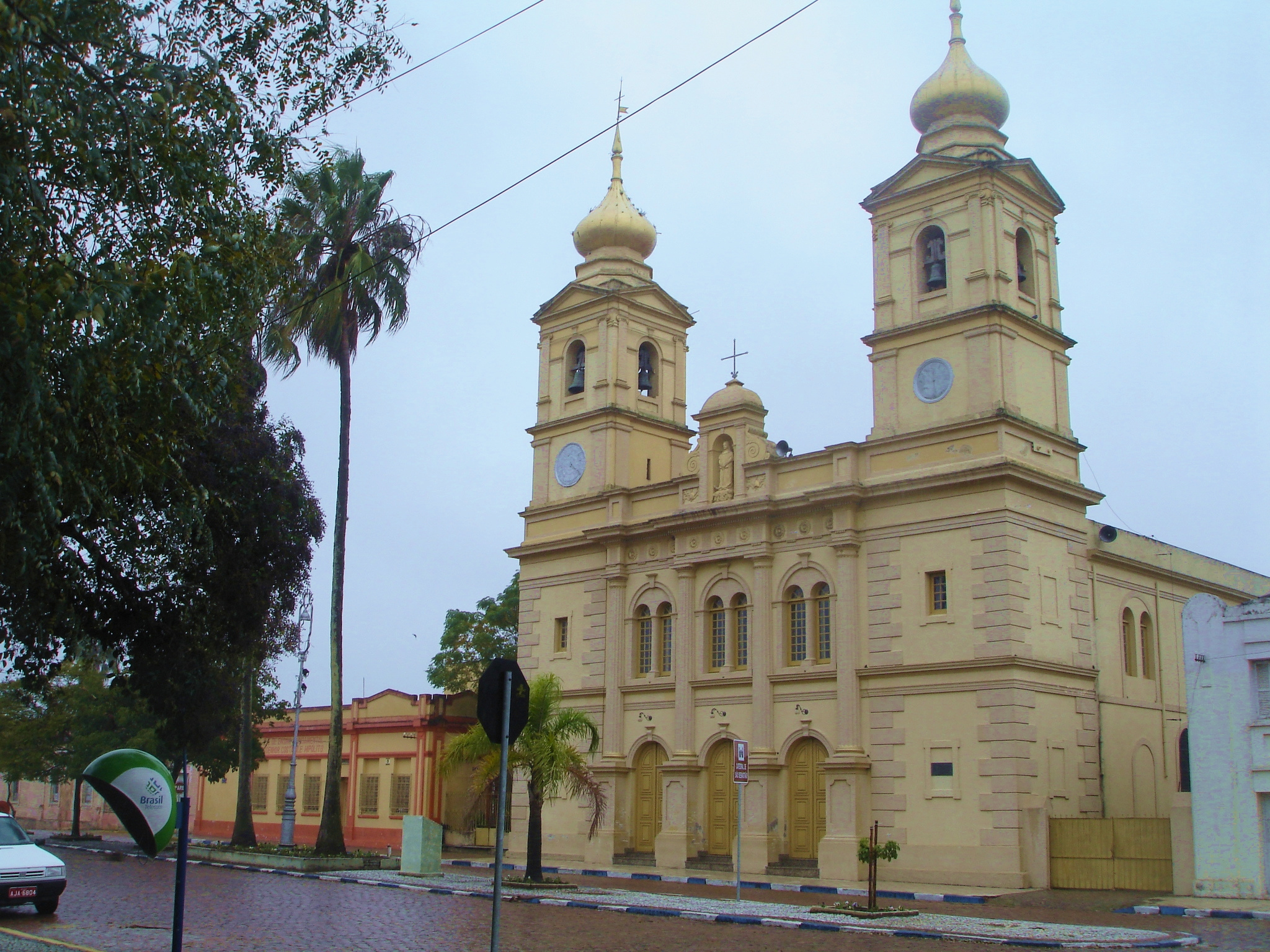
Catedral de São Sebastião

A antiga Igreja de São Sebastião foi erguida para abrigar a imagem de São Sebastião, Santo padroeiro de Bagé, alguns anos após a fundação da cidade. A atual Matriz, obra do arquiteto José Obino, datada de 1878 e hoje é uma das principais praças da cidade. Francisco Carlos Martins, pai de Gaspar Silveira Martins, doou uma grande quantia para a construção da nova igreja e, como retribuição, a catedral abriga na base de sua torre direita os túmulos de Gaspar Silveira Martins e sua família. 
Em 1893, a catedral e a Praça da Matriz foram palco de grandes acontecimentos, no episódio que ficou conhecido como Cerco de Bagé, quando forças revolucionárias, pretendendo tomar a cidade, obrigaram os chamados republicanos, comandados pelo Coronel Carlos Maria da Silva Telles, a armar a defesa da praça. O templo se transformou em hospital de sangue, enquanto junto às paredes laterais se sepultavam os mortos. A igreja ficou com suas paredes cravejadas de balas. Só a imagem simbolizadora da Esperança, na fachada, não recebeu nenhum projétil. A catedral recebeu nova pintura em 2003, graças ao apoio da comunidade. A Igreja Matriz de São Sebastião é um patrimônio tombado pelo IPHAN e está localizada na Rua Conde de Porto Alegre, 01.

## Conclusão
Além de evidenciar a importância estratégica de Bagé, para ambos os lados foi possível averiguar a violência praticada e as consequências numa cidade populosa como Bagé, mesmo à época.